# Fanta Free Pineapple
|  | Sammenskrivningsforslag Artiklen Fanta Free Pineapple er foreslået føjet ind i Fanta. (Siden juli 2019) Diskutér forslaget |

Fanta Free Pineapple (Eller Fanta Free Pineapple Grape) er et produkt fra Coca-Cola Company. Det er en videre udvikling, af Fanta Free Orange, som er en light version af Fanta. Den er selv lav på kalorier, og har, som navnet beskriver, en smag af ananas og grape. Dog er smagen ret markant sød, efter som den er sødet med sødemiddel.
Fanta Free Pineapple kan fås i 0.5 Liter eller 1.5 Liter flasker.
| Mad og drikke | Spire Denne artikel om mad og drikke er en spire som bør udbygges. Du er velkommen til at hjælpe Wikipedia ved at udvide den. |